# David Knopfler
David Knopfler (* 27. prosince 1952, Glasgow, Skotsko) je britský zpěvák, skladatel, kytarista a klavírista. Spolu se svým bratrem Markem založil v roce 1977 skupinu Dire Straits. Kapelu opustil v roce 1980. O tři roky později vydal své první sólové album nazvané Release, na kterém se podíleli například jeho bratr Mark či baskytaristé Pino Palladino a John Illsley. Později vydal řadu dalších alb. Jeho manželkou byla spisovatelka Anna Perera, se kterou měl jednoho syna.

## Diskografie

### Sólová
- 1983 – Release
- 1985 – Behind the Lines
- 1986 – Cut the Wire
- 1988 – Lips Against the Steel
- 1991 – Lifelines
- 1993 – The Giver
- 1995 – Small Mercies
- 2001 – Wishbones
- 2004 – Ship of Dreams
- 2006 – Songs for the Siren
- 2009 – Anthology 1983-2008 (vydáno v USA)
- 2011 – Acoustic
- 2015 – Grace